# Kocsi vissza
A „kocsi vissza” (carriage return, CR) egy vezérlőkarakter számos karakterkódolásban, ami a kurzort, nyomtatófejet vagy más megjelenítőeszközt visszahelyezi a sor elejére.
A white space jelek közé tartozik.
Eredetileg a Baudot-kód egyik jele volt, aminek hatására a távírógép feje visszaállt a sor elejére. Később az írógép azon karját nevezték így, ami a papírt rögzítő hengert (a kocsit) visszatolta a sor elejére, és általában egy sornyit fordított is rajta. Az első automata soremelő mechanizmust a Smith Corona vezette be elektromos írógépeiben, a hozzá tartozó billentyű felirata általában „carriage return” vagy „return” volt. A nem angol nyelvű felhasználók miatt bevezették a ↵ jelet, ami szavak nélkül is jól kifejezte a billentyű funkcióját.
A számítástechnikában az ASCII, az EBCDIC és a Unicode használja a kocsi vissza karaktert; a soremelés (line feed) ezekben külön karakter. Gyakran használják szövegekben új sor vagy bekezdés kezdetének jelzésére, esetenként a soremeléssel együtt. A Windows szövegfájljaiban egy kocsi vissza és egy soremelés jelzi a sor végét, tehát két egymást követő ASCII karakterrel oldották meg ezt a funkciót. Linux és BSD alapú rendszerekben egy szövegfájlban a soremelés karakter egyúttal kocsi vissza szerepet is betölt, ennek ellenére használható önállóan is a kocsi vissza karakter.
ASCII-ben és Unicode-ban a kocsi vissza karakterkódja decimálisan 13, hexadecimálisan 0D; a C programozási nyelvben és számos más abból merítő nyelvben a \r escape szekvencia jelöli. A soremelés vagy soremelés+kocsivissza kódja decimálisan 10, hexadecimálisan 0A illetőleg \n escape szekvencia.

## Lásd még
- Enter billentyű
- újsor
- soremelés